# Narbief
Narbief ist eine französische Gemeinde mit 99 Einwohnern (Stand: 1. Januar 2022) im Département Doubs in der Region Bourgogne-Franche-Comté.

## Geographie
Narbief liegt auf 902 m über dem Meer, elf Kilometer nordöstlich von Morteau und etwa elf Kilometer westlich der Stadt La Chaux-de-Fonds (Luftlinie). Das Dorf erstreckt sich im Jura, im Südwesten des Hochplateaus von Maîche, leicht erhöht nördlich der Mulde des Ruisseau des Seignes. Das Gemeindegebiet gehört zum Regionalen Naturpark Doubs-Horloger. Bief, zu Deutsch „Bach“, ist freigrafschaftlicher Dialekt.
Die Fläche des 3,47 km² großen Gemeindegebiets umfasst einen Abschnitt des französischen Juras. Das gesamte Gebiet wird vom Hochplateau von Maîche eingenommen, das durchschnittlich auf 900 m liegt. Es ist überwiegend von Wies- und Weideland bestanden, zeigt aber auch einige kleinere Waldflächen (Les Cornaix im Süden und Grand Bois im Osten). Der tiefste Punkt von Narbief liegt in der teils vermoorten Mulde des Ruisseau des Seignes, eines kurzen Bachlaufs, der unterhalb von Narbief im verkarsteten Untergrund versickert. Mit 935 m wird auf einer Kuppe am Ostrand des Waldes Les Cornaix die höchste Erhebung von Narbief erreicht.
Nachbargemeinden von Narbief sind Le Bizot im Westen und Norden, Le Russey im Osten sowie Le Barboux und La Chenalotte im Süden.

## Geschichte
Im Mittelalter gehörte Narbief zur Herrschaft Réaumont, die unter der Oberhoheit der Herren von Montfaucon, ab dem 15. Jahrhundert unter derjenigen der Grafen von Montbéliard stand. Zusammen mit der Franche-Comté gelangte das Dorf mit dem Frieden von Nimwegen 1678 an Frankreich.
Zum 1. Januar 2009 erfolgte eine Änderung der Arrondissementszugehörigkeit der Gemeinde. Bislang zum Arrondissement Montbéliard gehörend, kamen alle Gemeinden des Kantons zum Arrondissement Pontarlier.

## Bevölkerung
| Jahr                       | 1962 | 1968 | 1975 | 1982 | 1990 | 1999 | 2006 | 2016 |
| Einwohner                  | 58   | 60   | 66   | 58   | 55   | 70   | 67   | 66   |
| Quellen: Cassini und INSEE |      |      |      |      |      |      |      |      |

Mit 99 Einwohnern (Stand 1. Januar 2022) gehört Narbief zu den kleinsten Gemeinden des Départements Doubs. Nachdem die Einwohnerzahl in der ersten Hälfte des 20. Jahrhunderts stets im Bereich zwischen 80 und 100 Personen gelegen hatte, wurde in der Folgezeit ein Bevölkerungsrückgang verzeichnet.

## Wirtschaft und Infrastruktur
Narbief war bis weit ins 20. Jahrhundert hinein ein durch die Landwirtschaft (Viehzucht und Milchwirtschaft) und die Forstwirtschaft geprägtes Dorf. Noch heute leben die Bewohner zur Hauptsache von der Tätigkeit im ersten Sektor. Außerhalb des primären Sektors gibt es nur wenige Arbeitsplätze im Dorf. Einige Erwerbstätige sind auch Wegpendler, die in den umliegenden größeren Ortschaften ihrer Arbeit nachgehen.
Die Ortschaft ist verkehrstechnisch gut erschlossen. Sie liegt nahe der Hauptstraße D437, die von Montbéliard nach Morteau führt. Weitere Straßenverbindungen bestehen mit Le Bélieu, Le Bizot und Le Barboux.